# HK Irtyš-Pavlodar
HK Irtyš-Pavlodar je hokejový klub z Pavlodaru, který hraje Kazašskou hokejovou ligu. Klub byl založen roku 2003. Jejich domovským stadionem je Ice Palace Pavlodar. V sezóně 2013/2014 za něj nastupovali čeští hráči brankář Marek Pinc, obránce Lukáš Bolf a útočník Tomáš Vak.